# قارچ‌های پرشاخ
قارچ‌های پرشاخ (نام علمی: Clavulina) نام یک سرده از راسته قارچ‌های کانثارلال است.